# Détatouage
 (décembre 2009).
Si vous disposez d'ouvrages ou d'articles de référence ou si vous connaissez des sites web de qualité traitant du thème abordé ici, merci de compléter l'article en donnant les références utiles à sa vérifiabilité et en les liant à la section « Notes et références ».

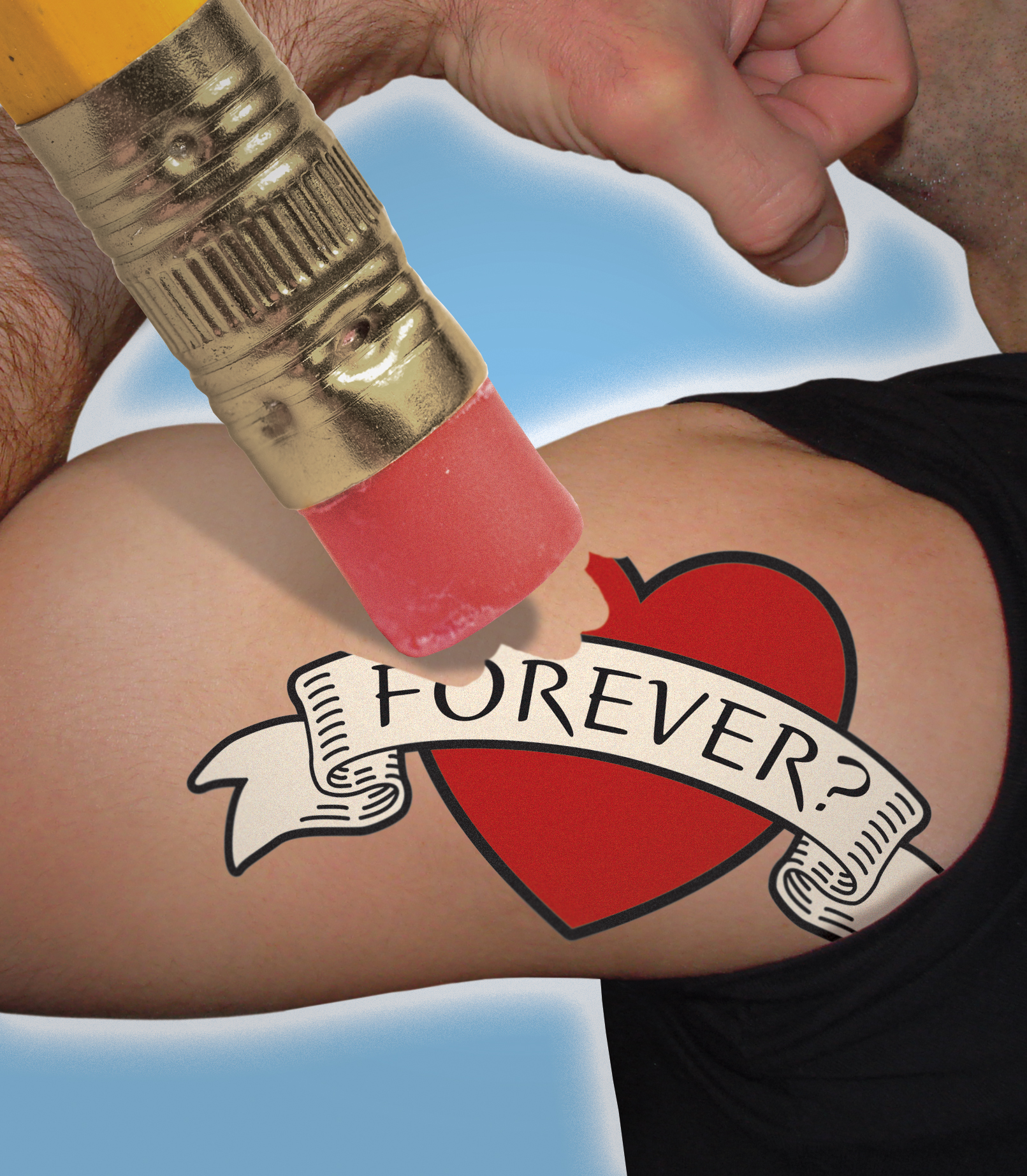

Le terme détatouage désigne l'ensemble des processus utilisés dans le passé ou de nos jours pour éliminer un tatouage permanent, c'est à dire pour détruire ou éliminer de la peau des colorants, non sans risques car ce sont des pigments industriels, issue de l'industrie chimique, qui ne les a jamais conçus pour un usage humain….
Pour cela, trois principes et méthodes ont été ou sont utilisés:
1. La mobilisation des particules, visant leur évacuation vers un pansement ou le réseau sanguin et lymphatique ;
2. L'ablation ou la destruction physique (par laser maintenant) des particules ;
3. La destruction chimique.

## Histoire des techniques de détatouage
Depuis que les premiers tatouages permanents ont été créés, probablement il y a 5 000 ans environ, des méthodes et tentatives de retrait de ces tatouages ont été testées ou développées.
Des premiers témoignages de détatouage datent de l'époque de Platon.
Le médecin grec Aétios d'Amida (Aetius pour les Romains), en 500 av. J.-C. environ décrivait déjà un douloureux procédé de salabrasion et de renouvellement de la peau basé sur l’application d’un topique dont la recette incluait le poivre, la rue et l'orpiment appliqués durant cinq jours. Après quoi il fallait percer la peau tatouée et la saupoudrer de sel.
Après que James Cook a découvert le tatouage pratiqué dans certaines îles du Pacifique, il devient une mode chez les marins et se développe en Europe. Les médecins s'intéressent donc aux tatouages, au XIXe siècle notamment.
L'utilisation du sel (salabrasion) pour atténuer ou tenter d'effacer un tatouage a continué jusqu'au XXe siècle, avec diverses variantes. Le sel appliqué sur le derme encourage la fuite du colorant dans le milieu extracellulaire par un mécanisme de « transport osmotique ». Le pigment mobilisé est alors évacué dans les pansements ainsi que dans la circulation lymphatique.
Les progrès de l'histologie et l'étude de tatouages expérimentaux exécutés sur la peau d'animaux montrent que c'est dans le derme et non dans l'épiderme que les pigments sont fixés, démontrant que pour être efficace c'est le derme qui doit être traité ou chirurgicalement retiré.
À toutes les époques le traitement a été inefficace et/ou douloureux, souvent infructueux ou seulement partiellement efficace, et a suscité d’importantes difficultés techniques et esthétiques. La destruction du derme par de la toile émeri a même été utilisée au XIXe siècle, avec des risques importants d'infection et de cicatrices disgracieuses.
La photothérapie, basée sur l'observation du fait que la plupart des tatouages se délavent naturellement plus rapidement quand ils sont exposés au soleil, a été testée avec par exemple la « lumière de Finsen » au début du XXe siècle, mais inefficacement (Meirowsky (1906), spécialiste de la mélanine, cité par Kluger (2010)).
Une méthode dite de détatouage par décortication a été proposée par Dubreuilh en 1909
En 1983 a été produit le premier laser impulsionnel déclenché (dit Q-switched ou nanoseconde), moins douloureux et moins destructeur pour la peau. Des recherches récentes ont démontré que la technologie par laser picoseconde est plus efficace que la technologie par laser nanoseconde

## Risques et effets secondaires
L'Académie française de médecine a plusieurs fois alerté sur la toxicité des encres de tatouages :

« La mode des tatouages « corps entier » et la présence de nouvelles pathologies induites par l’injection intradermique de grandes quantités d’encres nous amènent à attirer à nouveau l’attention de la population et des pouvoirs publics sur les complications de ces tatouages. Depuis plus de 12 ans l’Académie nationale de médecine attire l’attention des pouvoirs publics et de la population sur les dangers de certains tatouages, tandis que de multiples articles scientifiques sont publiés à ce sujet (...) En outre, les tatouages se sont étendus, couvrant parfois plus de 50 % de la surface corporelle avec une quantité d’encre injectée importante (un milligramme d’encre par cm2). »

Le « détatouage » n'est jamais une opération anodine : il expose notamment à un changement de texture de la peau, à l'apparition d'achromies ou d'hyperpigmentation, de cicatrice hypertrophique, chéloïde ; induits par les effets du laser sur le derme tatouée ; « Parfois sont observées des réactions chéloïdiennes très gênantes, prurigineuses et inesthétiques, ou la reproduction dans la zone du tatouage d’une lésion de psoriasis, de lichen plan, reproduisant un phénomène de Koebner. Des lésions pseudo-lupiques sur des tatouages anciens peuvent être vues également. Des leucodermies très inesthétiques peuvent être vues. ». Quand le pigment était à base de fer et/ou de titane, une réaction chimique (oxydo-réduction) est possible avec apparition de couleurs plus foncées (ex:des jaunes virent au noir…).
La plupart des encres de tatouage contiennent des oxydes de métaux toxiques (aluminium, barium, cadmium, cobalt, chrome, cuivre, mercure, manganèse, nickel, palladium, antimoine, strontium, vanadium). 
Les encres rouges, par exemple, les plus allergènes, sont à base d'aluminium, de fer, de calcium, de titane, et de mercure et de cadmium hautement toxiques, avec aussi parfois du silicone. En relarguant dans l'organisme des fragments de pigments libres, un détatouage peut induire une nouvelle allergie.
Les encres noires contiennent aussi des hydrocarbures aromatiques polycycliques dangereux.
Le détatouage, au laser notamment, libère inévitablement dans l’organisme des métaux toxiques et/ou des sous-produits organiques de l'encre de tatouage par ailleurs répertoriés comme toxiques, cancérigènes ou mutagènes avérés (seuls ou en cocktails). 

Ainsi les pigments rouges Red 22 et Red 9 désintégrés par le laser libèrent des métaux, mais aussi des molécules organiques : 2-méthyl-5-nitro-aniline, 4-nitrotoluène, 2,5-dichloroaniline et 1,4-dichlorobenzène toxiques. Certaines de ces molécules peuvent être vaporisées (mercure issu du cinabre qui n'est autre que du sulfure de mercure ou cinabre)) ou les pigments sont détruits en nanoparticules qui sont alors entraînés vers le réseau sanguin, lymphatique, et les ganglions proches. Or les molécules non organiques (métaux et métalloïdes) des encres de tatouage sont presque tout toxiques voire hautement toxique, et ils sont matériellement indestructibles ; et leur devenir précis dans l'organisme est ensuite méconnu. 
Le laser déclenché picosecondes et tout les systèmes basés sur le laser créent systématiquement des nanoparticules de colorants, qui seront pour la plupart emportées dans la circulation sanguine où dans le système lymphatique où une partie seront phagocytées par le macrophage. Les autres, une fois dans le sang arrivent dans les organes du corps humain, pour certaines passent la barrière hémato-encéphalique ou la barrière placentaire (chez la femme enceinte) et pour d'autres sont filtrées par le foie, ou mieux par le rein pour être alors éliminées par l'urine. Certains métaux lourds et métalloïdes présents à l'état de trace dans les fluides biologiques tels que le sang et la lymphe sont en partie éliminés via les phanères (cheveux, poils, ongles, qui sont des voies excrétrices secondaires ; riches en kératine, ils ont la capacité, durant leur croissance tissulaire de fixer certains éléments métalliques, dont notamment le plomb (Pb), le mercure (Hg), le cadmium (Cd), l’arsenic (As), l’aluminium (Al), le chrome (Cr), le nickel (Ni), le cuivre (Cu) et le zinc (Zn).

La toxicité des nanoparticules issues des encres de tatouage détruites par le laser est encore mal comprise, ce qui explique en partie l'absence d'études de risques et de précaution toxicologiques. Jean Claude Larrouy note que selon les tatoueurs, « le corps humain a d’énormes capacités de tolérance ; ils ont pour l’instant raison car la littérature ne nous fournit pas de preuve pour cela. Le devenir des nanoparticules d’encres de détatouage est un grand problème. Les fabricants de lasers picosecondes vendent des machines sans avoir fait la moindre étude sur le devenir des nanoparticules d’encre. Est-ce une attitude responsable ? » Il note, à titre d'exemple, que le pigment blanc à base d'aluminium est un neurotoxique déjà reconnu : c'est lui qui est responsable de l'« encéphalopathie des dialysés »…
La chélation thérapeutique (par agents comme l’EDTA ou la chlorella) peut mobiliser(capter) des métaux ou métalloïdes présents dans le foie, les reins ou d'autres parties internes de l'organisme, pour les envoyer vers les fluides circulants, facilitant leur excrétion par les reins, le foie, la transpiration, le sperme, le mucus intestinal et, dans une certaine mesure, via les phanères, mais elle n'est pas sans risques, car les agents chélateurs peuvent aussi contribuer à éliminer de l'organisme des oligoéléments vitaux. Elle doit donc être faite sous contrôle médical, avec d'éventuels compléments alimentaires.

## Motivation

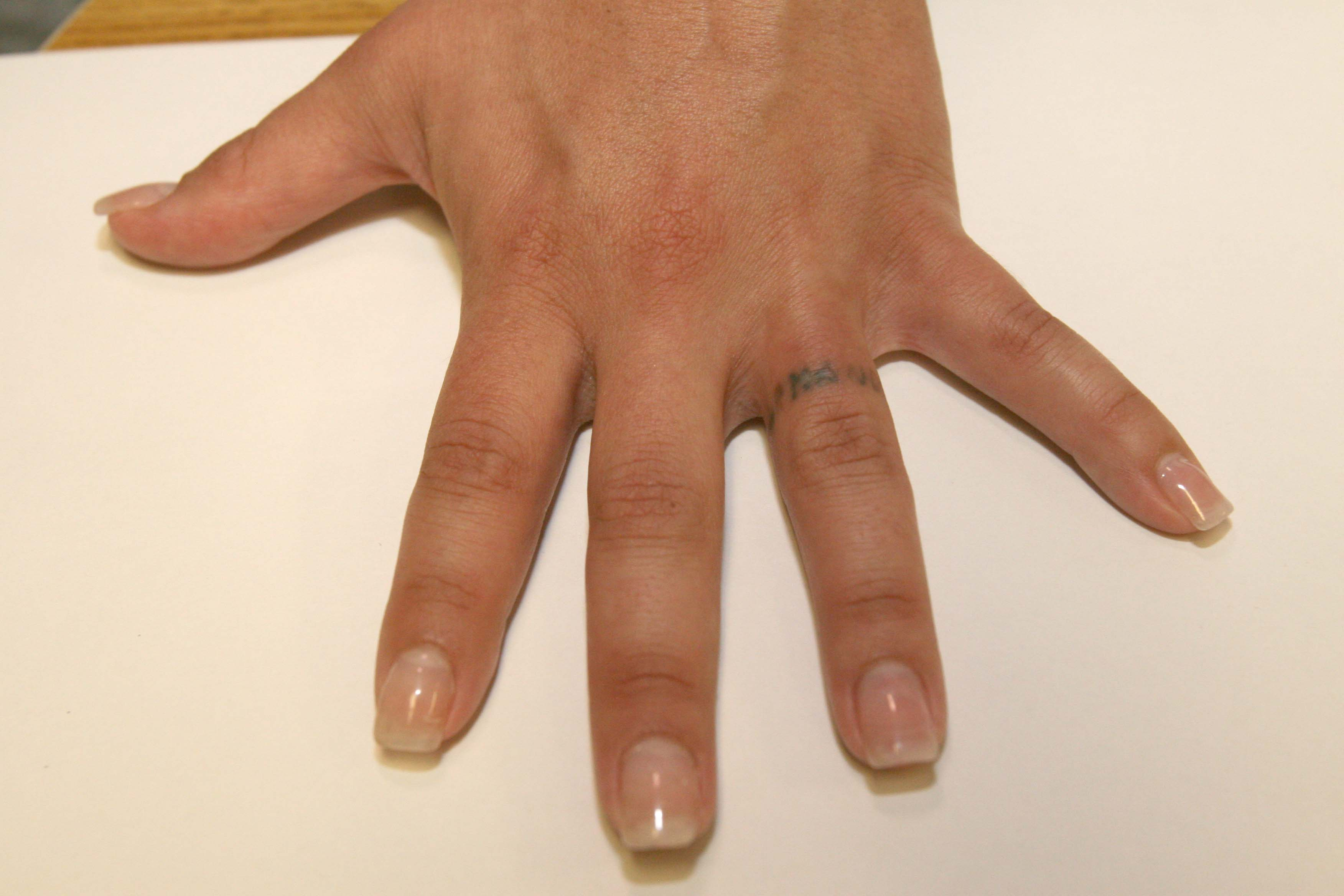
Les tatouages sur les mains ne sont pas autorisés par la réglementation du Corps des Marines. Un détatouage a été nécessaire.

De tout temps et quelle que soit la qualité esthétique ou symbolique ou religieuse d'un tatouage, son caractère définitif peut être regretté par son propriétaire. Il peut avoir été subi, raté, ou exécuté dans le cadre d'un phénomène de mode ou sous la pression de son entourage ; il peut éventuellement traduire une ancienne manifestation d’un désir d’originalité ou d'une forme de marginalité. Son caractère définitif ou difficile à cacher (sur le visage, les mains, les bras…) peut lasser ou occasionner une gêne pour la vie sociale (lors d'un changement de métier par exemple).
D'autres motivations peuvent être une volonté de « rupture avec un passé trouble (d'esclave, de prisonnier, de soldat, etc.) », une rupture sentimentale (dans le cas d'un tatouage symbolisant ou représentant l'être aimé ou son nom), ou une réponse à des impératifs professionnels et sociaux.
Le choix de se faire tatouer qui est ensuite regretté est lié à l'illusion de la fin de l'histoire dans laquelle les adolescents et les adultes de tous âges savent que leurs goûts ont changé régulièrement au fil des années avant le moment actuel, mais croient que leurs goûts ne changeront pas. continuer à croître et à mûrir à l'avenir,. En conséquence, ils croient à tort que tout tatouage qui leur plaît aujourd'hui leur plaira toujours à l'avenir.

## Méthodes contemporaines
Il existe plusieurs méthodes pour le détatouage.

### Dermabrasion
La dermabrasion consiste à frotter la surface de la peau tatouée, à l’aide de petites meules tournant de 20 000 à 40 000 tr/min, pour « l’user » afin de retirer le tatouage. Cette opération est réalisée sous anesthésie locale par un dermatologue en cabinet ;

### Détatouage laser

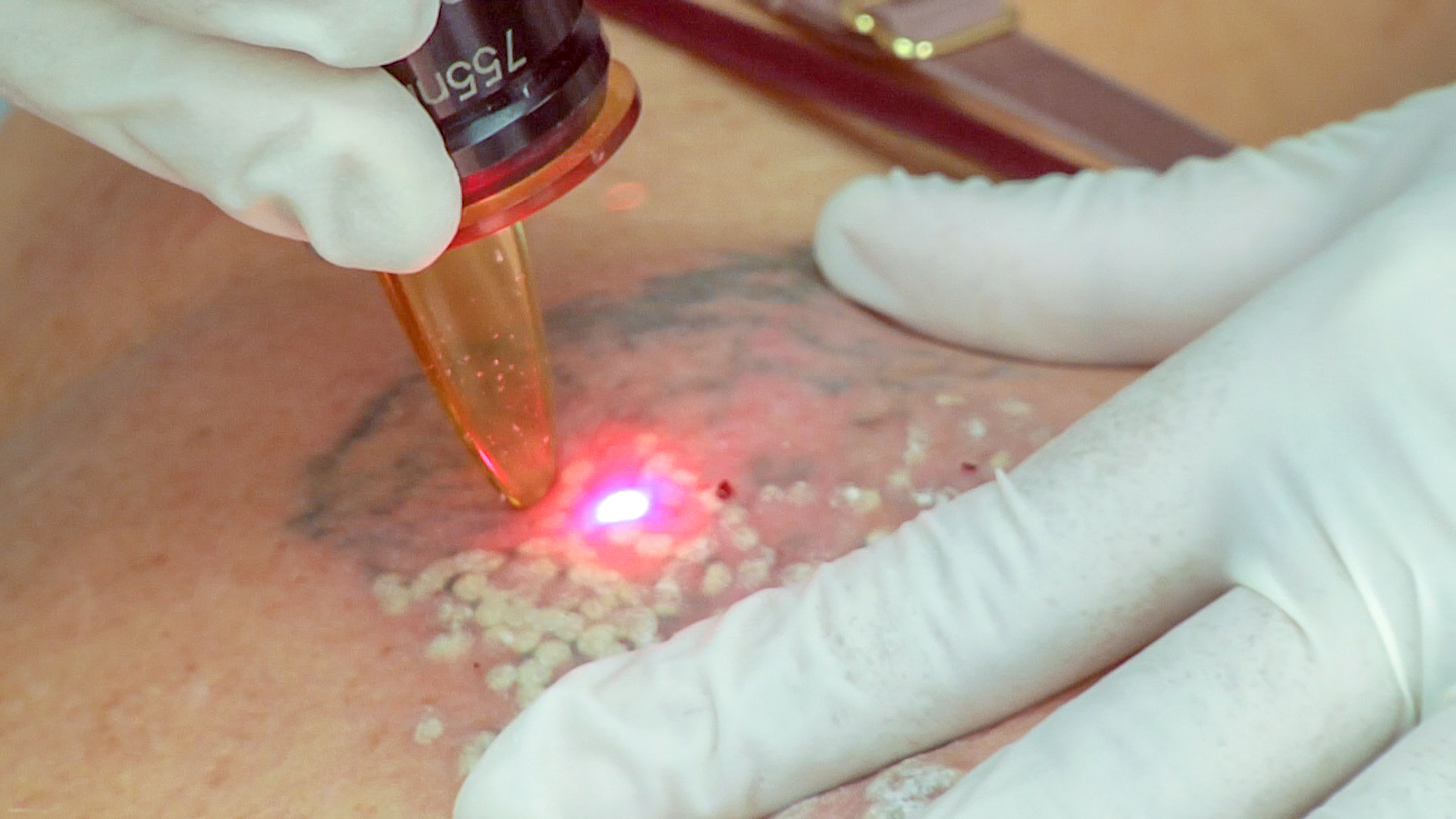
Laser Tatt0o Removal CU

Le détatouage laser consiste à éclater les pigments grâce à un effet photo-acoustique. Cette méthode est très utilisée en ce moment par les dermatologues en clinique, ainsi que par certains tatoueurs qui disposent néanmoins d’un équipement moins puissant ;
Le détatouge par laser en mode impulsionnel déclenché (dit Q-switched) est plus récent est le moins douloureux et le moins destructeur pour la peau, mais il est coûteux, pas toujours totalement efficace, et nécessite souvent plusieurs séances (plus d'une dizaine parfois). Il peut laisser certaines séquelles à la suite de complications telles que purpura, brûlures, infections, hypo- et hyperpigmentations, troubles de cicatrisation, chéloïdes et réactions eczématiformes et dans un cas au moins urticaire aiguë généralisée avec angio-œdème.
Le laser nanosecondes et le laser picosecondes, les plus efficace et puissant du marché, ne laissent ni trace, ni cicatrice immédiate pour un résultat définitif[réf. souhaitée]. Pour effacer un tatouage, le laser doit atteindre les particules d’encre qui ont été injectées dans le derme. L'impact photomécanique y fragmente ces particules jusqu'à ce qu'elles atteignent une taille comprise entre 5 et 10 microns.

### Crèmes antitatouage
Les crèmes antitatouage contiennent des substances actives chimiques qui se chargent d'éliminer les colorants des cellules[réf. nécessaire]. Cette technique permet une utilisation par le tatoué lui-même au domicile.

## Comparaison (avantages/inconvénients) de ces techniques

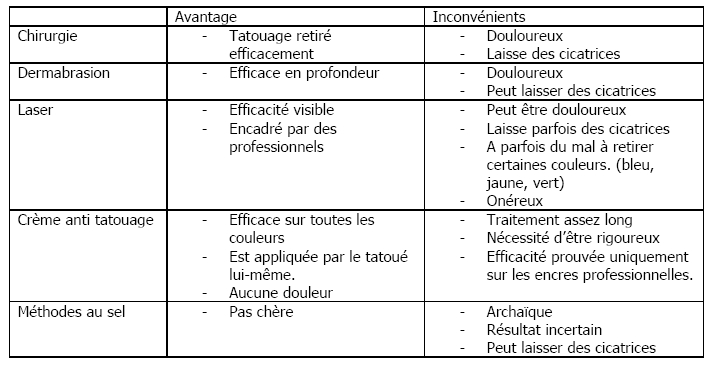
Tableau avantages et inconvénients

## Conditions de réussite des différents traitements
L’efficacité de toutes ces méthodes est toujours conditionnée par :
- les matériaux utilisés ;
- le type de peau ;
- l’emplacement du tatouage ;
- la profondeur du tatouage
- la nature des pigments utilisés (minéraux, organiques…).